# Without You (Mötley Crüe)
Without You è un singolo della band statunitense Mötley Crüe dell'album Dr. Feelgood del 1989.

## Formazione
- Vince Neil - voce
- Mick Mars - chitarra
- Nikki Sixx - basso
- Tommy Lee - batteria